# Martina Weber (basket-ball)
Pour les articles homonymes, voir Martina Weber et Weber.
Martina Weber (née le 8 juin 1982 à Trèves) est une joueuse internationale allemande de basket-ball.
Elle participe avec l'équipe d'Allemagne féminine de basket-ball au Championnat d'Europe de basket-ball féminin 2007.